# Берт Шенк
Берт Шенк (нім. Bert Schenk; 14 листопада 1970, Берлін) — німецький професійний боксер, чемпіон світу за версією WBO (1999) в середній вазі, призер чемпіонату Європи серед аматорів.

## Аматорська кар'єра
1992 року Берт Шенк став чемпіоном Німеччини в напівсередній вазі і 1993 року був другим в середній вазі.
1993 року на чемпіонаті Європи він виборов бронзову медаль в першій середній вазі, здобувши три перемоги і програвши в півфіналі Орхану Делібаш (Нідерланди) — 1-5.
1994 року на Кубку світу в середній вазі Шенк здобув чотири перемоги, в тому числі в чвертьфіналі над Аріелем Ернандес (Куба) — 11-4, а в фіналі програв Аркадію Топаєву (Казахстан) — 10-16.

## Професіональна кар'єра
1996 року Берт Шенк перейшов на професійний ринг.
30 січня 1999 року, не маючи поразок, Берт Шенк зустрівся в бою за вакантний титул чемпіона світу за версією WBO в середній вазі з багамським боксером Фріменом Барром і здобув перемогу технічним нокаутом в четвертому раунді, завоювавши титул, який, слід зазначити, був вже популярним в Європі, але й ще не визнаним трьома найбільш авторитетними боксерськими організаціями.
Шенк провів один вдалий захист, але при цьому отримав травму, яка вимагала довгого відновлення, і восени 1999 року він був змушений відмовитись від титулу чемпіона.
7 жовтня 2000 року Шенк провів бій проти чемпіона світу за версією WBO в середній вазі шведа Арманда Крайнца і зазнав поразки нокаутом в шостому раунді.
5 березня 2005 року відбувся бій між Шенком і його співвітчизником Феліксом Штурмом за титул інтерконтинентального чемпіона за версією WBO, в якому Шенк був нокаутований вже в другому раунді, після чого вирішив завершити професійну кар'єру.